# Nanna Torsslow
Nanna Torsslow, född 26 september 1822, död 1860, var en svensk skådespelare. 
Nanna Torsslow var dotter till skådespelarna Olof Ulrik Torsslow och Sara Torsslow. Hon var engagerad vid Dramaten 1845–1857. 
Hon gifte sig 1857 med lantbrukaren Carl B. Enblom (född 1829). De fick barnen Elin Maria Katrina Enblom (född 1857) och Nanna Djursson (1860 i Esbo, Finland–1939).